# Suore benedettine di Santa Geltrude
Le Suore Benedettine di Santa Geltrude sono un istituto religioso femminile di diritto pontificio: le suore di questa congregazione pospongono al loro nome la sigla O.S.B.

## Storia
La congregazione fu fondata dalla nobildonna Marchesa Leonilda Gómez y d'Arza, in religione donna Gertrude Maria.
Oblata benedettina, nel 1903 aprì a Napoli una casa per ospitare le giovani operaie e la pose sotto la protezione di santa Gertrude la Grande. Nel 1910 l'opera fu estesa alla cura delle orfane e delle ragazze povere e abbandonate.
Il numero delle assistite crebbe rapidamente e nel 1911 la sede dell'opera fu trasferita in un monastero di via Santa Monica. Per la cura e l'educazione delle orfanelle, pensò di fondare una congregazione e, con il permesso di papa Benedetto XV, il 5 ottobre 1916 donna Gertrude Maria vestì l'abito religioso ed emise la professione.
Le costituzioni delle benedettine di Santa Geltrude furono approvate da Michele Zezza, arcivescovo di Napoli, il 16 novembre 1923. La comunità ricevette il pontificio decreto di lode il 19 febbraio 1935 e il 15 maggio 1956 la Santa Sede approvò la sua trasformazione da monastero sui iuris in congregazione religiosa di diritto pontificio.
Il 26 gennaio 1966 la congregazione fu aggregata alla confederazione benedettina.

## Attività e diffusione
Le benedettine di Santa Geltrude si dedicano all'istruzione e all'educazione cristiana della gioventù.
Le suore sono presenti in varie località d'Italia; la sede generalizia è a Napoli.
Alla fine del 2011 la congregazione contava 23 religiose in 4 case.